# Nina Pourlak
Nina Pourlak (* 4. Dezember 1973 in West-Berlin) ist eine iranisch-deutsche Schriftstellerin, Drehbuchautorin und Regisseurin.

## Leben
Nach ihrem Studium im Bereich Drehbuch an der Deutschen Film und Fernsehen Akademie (Dffb) 2004 bis 2006 machte sie erstmals mit dem Dokumentarfilm Es geht um Alles über den Boxweltmeister Arthur Abraham und dessen Trainer Uli Wegner auf sich aufmerksam. 2009 erschien ihr erster Roman Besser als Nix, der 2012 von Regisseurin Ute Wieland mit François Goeske als Hauptdarsteller verfilmt wurde. Der deutsche Kinostart erfolgte am 21. August 2014. 2013 verfilmte sie gemeinsam mit ihrem Lebenspartner Jasin Mjumjunov das Liebesdrama Für Immer, welches 2014 auf dem Filmfestival Biberach im Debütwettbewerb erstmals zu sehen war, bei zahlreichen anderen Festivals eingeladen wurde, und als bester Spielfilm bei den Grenzlandfilmtagen in Selb 2015 ausgezeichnet wurde. Pourlak lebt und arbeitet mit ihrem Lebensgefährten in Bonn.

## Kino (Auswahl)
- 2005: Schneckentempo, Regie & Buch Nina Pourlak, Bavaria Film (Kurzfilm)
- 2007–2008: Zwei zu Dritt, HFF Potsdam, Abschlussfilm, rbb-Movie
- 2008: Es geht um Alles, Regie & Buch Nina Pourlak, Dokumentarfilm
- 2009–2013: Marry me and family, Wüste Film / ZDF Kleines Fernsehspiel, Co-Autorin mit Neelesha Barthel
- 2010–2012: Besser als Nix, Regie Ute Wieland, Romanvorlage und Drehbuch mit Co-Autoren
- 2013: Für immer, Regie & Buch Nina Pourlak und Jasin Mjumjunov
- 2013: So sehen Sieger aus, Drehbuch
- 2013: Wir können machen was wir wollen, Romanvorlage und Drehbuch
- 2016: Balkanboys, Regie & Buch mit Jasin Mjumjunov, Produktion Kordes & Kordes

## Fernsehen (Auswahl)
- 2012–2013: Dina Foxx 2, Teamworx / Ufa-Lab / ZDF Kleines Fernsehspiel, Drehbuch

## Romane
- 2009: Besser als Nix, Brendow Verlag
- 2014: Wir können machen was wir wollen, Brendon Verlag
- 2016  Das Herz von Berlin, Agentur Graf & Graf

## Preise / Auszeichnungen
- 2005: "Schneckentempo" – BMW Award 2005, Buch & Regie
- 2008: "Zwei zu Dritt" – Drehbuchpreis Internationales Filmfestival Balchik 2008
- 2008: "Radieschen von unten" – Brendow-Literaturpreis 2008*
- 2015: "FÜR IMMER" Bester Spielfilm bei den Grenzlandfilmtagen in Selb
- 2015: "Dina Foxx 2" Digital Emmy Award Gewinner